# Hochblassen
Le Hochblassen est une montagne d'une altitude de 2 703 m dans le massif alpin du Wetterstein, en Allemagne.

## Géographie

### Situation
Le Hochblassen est le dixième sommet le plus élevé d'Allemagne. En plus du sommet principal, il possède également le Signalgipfel d'une altitude de 2 698 m.
La montagne se trouve à environ 4,5 km à l'est de la Zugspitze. Il forme l'angle de trois crêtes : à l'ouest le Höllentalgrat, à l'est le Blassengrat, au nord une crête reliant l'Alpspitze.
À l'ouest, le Höllentalgrat relie le Hochblassen au Zugspitze et sépare le Höllental du Reintal. La voie d'escalade connue sous le nom de Jubiläumsgrat s'étend sur presque tout le Höllentalgrat, mais pas sur le Hochblassen, qui est contourné sur son flanc sud-ouest.
À l'est, le Blassengrat relie le Hochblassen au Blassenspitze (2 460 m), le Hoher Gaif (2 289 m), et le Mauerschartenkopf (1 924 m). Cette crête sépare le Grießkar du Reintal.
Enfin, au nord, le Hochblassen est relié à l'Alpspitze à 2 620 m par le Grießkartscharte à 2 465 m. L'Alpspitze couvre le Hochpalen de sorte qu'il n'est pas visible de Garmisch.
Au nord, vers le Grießkar, la montagne a un mur d'environ 500 m de haut, très raide et accidenté. Au sud, dans le Reintal, les murs font plus de 900 m de haut.

## Ascension
Le sommet est escaladé pour la première fois le 24 août 1871 par Hermann von Barth et Peter Klaisl.
Les bases d'accès au Hochbblasen sont le Höllentalangerhütte (1 381 m, 3 h de montée au Grießkarscharte), la Kreuzeckhaus ou la station de montagne de l'Alpspitzbahn, Osterfelderkopf, à 2 033 m d'altitude.
Des cartes plus anciennes montrent une via ferrata qui bifurque de la Jubiläumsgrat et mène à la crête de Höllental jusqu'au sommet du Hochblassen. Cependant, toutes les protections de via ferrata sont maintenant démontées.
L'ascension la plus facile part de la Grießkarscharte (2 463 m) vers le sud sur la crête reliant l'Alpspitze et le Hochblassen. Cet itinéraire est escaladé pour la première fois en 1881 et est maintenant décrit à certains endroits avec le niveau de difficulté 2, mais l'ascension par le Blassengrat avec une difficulté 3. Il existe des voies d'escalade difficiles et sérieuses de difficulté 5 et sur les côtés nord et sud de la montagne.